# Weißpriach
Weißpriach é um município da Áustria, situado no distrito de Tamsweg, no estado de Salzburgo. Tem 80,29 km² de área e sua população em 2019 foi estimada em 305 habitantes.